# Moessonia tenebrifera
Moessonia tenebrifera är en insektsart som först beskrevs av Walker, F. 1870.  Moessonia tenebrifera ingår i släktet Moessonia och familjen gräshoppor. Inga underarter finns listade i Catalogue of Life.